# Ryan Stoa
Ryan Stoa (ur. 13 kwietnia 1987 w Bloomington) – amerykański hokeista, reprezentant Stanów Zjednoczonych, olimpijczyk.

## Kariera
- Bloomington Kennedy High (2002-2003)
- U.S. National U17 Team (2003/2004)
- U.S. National U17 Team (2003-2005)
- University of Minnesota (2005-2009)
- Colorado Avalanche (2009-2011)
- Lake Erie Monsters (2009-2012)
- Hershey Bears (2012-2014)
- Washington Capitals (2014)
- Mietałłurg Nowokuźnieck (2014-2015)
- Nieftiechimik Niżniekamsk (2015-2016)
- Spartak Moskwa (2016-2018)
- Traktor Czelabińsk (2018-2019)
- Örebro HK (2019-2020)
- HV71 (2020)
  -  Djurgårdens IF (2021)
- Nürnberg Ice Tigers (2021-)

Początkowo grał w ligach USHS, USDP, NAHL. W drafcie NHL z 2005 został wybrany przez Colorado Avalanche. Od 2005 do 2009 przez cztery sezony występował w akademickiej lidze NCAA w barwach zespołu z University of Minnesota, a w ostatniej edycji był kapitanem drużyny. W marcu 2009 podpisał kontrakt z Colorado Avalanche i od tego czasu w barwach tegoż grał w NHL, lecz głównie grał w zespole farmerskim lidze AHL. W połowie 2011 przedłużył kontrakt z Colorado o rok. W połowie 2012 został przetransferowany do 	Washington Capitals, gdzie w kwietniu 2013 prolongował umowę o rok. Przez dwa lata rozegrał tylko trzy mecze NHL w stołecznym zespole, a w tym okresie grał prawie wyłącznie na farmie tj. w Hershey Bears w AHL. Stamtąd w połowie 2014 przeszedł do rosyjskiego klubu w rozgrywkach KHL. W lutym 2015 przedłużył tam kontrakt o rok, a w listopadzie tego roku przeszedł do w tej samej lidze. W maju 2016 został graczem Spartaka Moskwa, gdzie w marcu 2017 podpisał nową dwuletnią umowę. W maju 2018 przeszedł do Traktora Czelabińsk. W lipcu 2019 został zawodnikiem szwedzkiego klubu Örebro HK. Na początku sezonu 2020/2021 pozostawał bez klubu, a na początku grudnia 2020 ogłoszono jego zakontraktowanie przez inny szwedzki klub, HV71. Na początku 2021 został wypożyczony do Djurgårdens IF. W czerwcu 2021 przeszedł do niemieckiego Nürnberg Ice Tigers.
Był reprezentantem kadr juniorskich USA. Uczestniczył w turniejach mistrzostw świata do lat 17 edycji 2004, mistrzostw świata juniorów do lat 18 edycji 2005, mistrzostw świata juniorów do lat 20 edycji 2007. W barwach reprezentacji seniorskiej Stanów Zjednoczonych uczestniczył w turnieju zimowych igrzysk olimpijskich 2018.

## Sukcesy
Reprezentacyjne
- Złoty medal mistrzostw świata juniorów do lat 18: 2005
- Brązowy medal mistrzostw świata juniorów do lat 20: 2007

Klubowe
- Mistrzostwo NCAA (WCHA): 2007 z University of Minnesota

Indywidualne
- NCAA 2008/2009:
  - Pierwszy skład gwiazd (WCHA)
  - Pierwszy skład gwiazd Amerykanów (AHCA)
- KHL (2016/2017): Mecz Gwiazd KHL